# Estação de Homi
Estação de Home (保見駅, Homi-eki) é uma estação de trem na cidade de Toyota, província de Aichi. Passam por ela as Linha ferrovia anel de aichi [ja].
A Estação de Toyohashi é a única estação na qual os passageiros podem fazer a troca de trens da linha Ferrovia anel de aichi [ja] (Aikan) sem passar pelas catracas.

## Linhas
- Ferrovia anel de aichi
  -  ■Linha ferrovia anel de aichi [ja] (Aikan)

## História
A Estação Homi foi inaugurada em 1º de março de 1985, inicialmente como Estação Kaizu (貝津駅). Foi renomeado em 1º de março de 2005 com a inauguração da atual Estação Kaizu. Um novo edifício da estação foi concluído em 2009.

## Plataformas

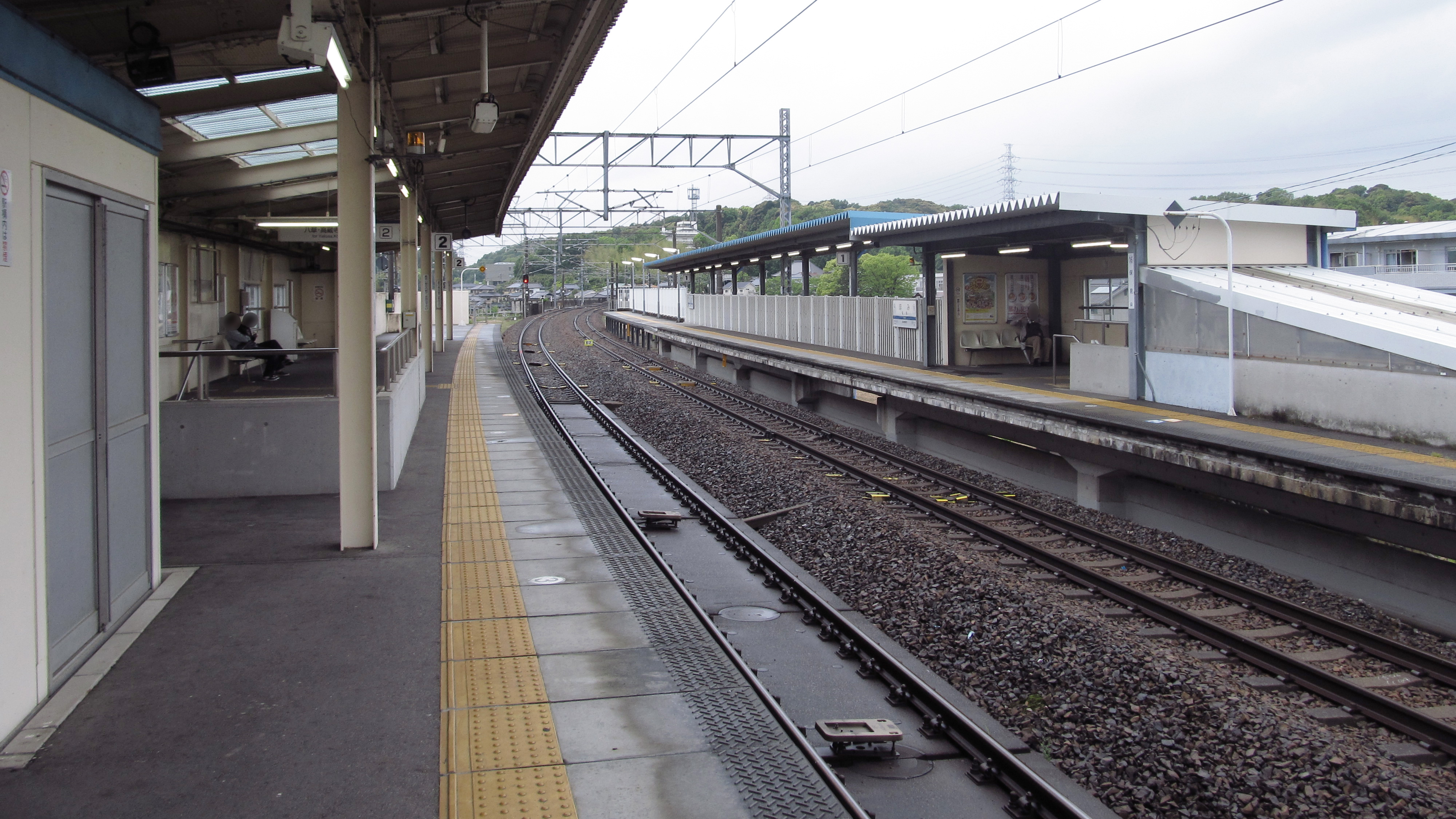
Plataformas

A Estação Homi tem duas plataformas laterais elevadas, com o prédio da estação embaixo.
| Plataformas | Linha                                 | Direção | Destino                         |
| ----------- | ------------------------------------- | ------- | ------------------------------- |
| 1           | ■Linha ferrovia anel de aichi (Aikan) | Subida  | Para Shin-Toyota [ja] e Okazaki |
| 2           | ■Linha ferrovia anel de aichi (Aikan) | Descer  | Para Yakusa [ja] e Kōzōji [ja]  |

## Instalações ao redor da estação
- Homi Danchi
- Ministop [ja]
- Escola Primária Municipal Toyota Iho [ja]
- Escola Secundária Municipal Toyota Homi [ja]

## Estações adjacentes
Ferrovia anel de aichi
 ■Linha ferrovia anel de aichi
Estação de Kaizu [ja] - Estação de Homi - Estação de Sasabara [ja]